# Erik Drake (musiker)
Erik Drake af Hagelsrum, född 8 januari 1788 på Föllingsö i Kisa socken i Östergötland, död 9 juni 1870 i Stockholm, var en svensk musikteoretiker, musikpedagog och kompositör. Han var son till kaptenen Leonard Fredrik Drake af Hagelsrum och Emerentia Elisabet Stockenström. Erik Drake gifte sig 1820 med Elisabet Katarina Printzenskiöld. 
Erik Drake blev student vid Uppsala universitet 1804, varifrån han på 1820-talet flyttade till Stockholm och ingick på den civila ämbetsmannabanan. Han ägnade sig dock fortfarande åt sin utbildning som musiker. Han invaldes först som associerad ledamot (den 2 december 1818) och därefter som ledamot nr. 240 av ”Första Classen” av Kungliga Musikaliska Akademien den 28 december 1822. Han var biträdande lärare i musikteori vid akademien från 1826 och professor mellan 1830 och 1860. Han var akademiens direktör 1834-1860, dess sekreterare 1841-1860 och bibliotekarie 1849-1860. 1861 erhöll han avsked från sina befattningar.
Sin största insats i svensk musikhistoria gjorde Drake som lärare och läroboksförfattare. Bland hans skrifter märks Elementar-cours i harmonie-läran (tre upplagor 1851-1857), Läran om contrapunkten (1845), Frågor i harmoni-läran, till besvarande i organistexamen (2:a upplagan 1849). Drake upptecknade även svenska folksånger och biträdde vid redigerandet av Adolf Ivar Arwidssons Svenska fornsånger (3 band 1834-42), samt utgav Musiken till valda skrifter af C. M. Bellman (1836-37), varvid han även företog efterforskningar angående Bellmanmelodiernas ursprung. Som tonsättare, bland annat av kammarmusik, pianostycken och sånger, gjorde sig Drake mindre känd.

## Verk
- Berggubben. Uppfördes 1817 eller 1818 på Kungliga slottet.[4]

### Kammarmusik
- Stråkkvartett nummer 1 i c-moll.[4]
- Stråkkvartett nummer 2 i Eb-dur.[4]
- Divertimento på romansen "Du tendre amour je cherchais l'empire" i D-dur för piano och tvärflöjt. Tillägnad Marie Berger.[4]
- Violinsonat i B-dur.[4]

### Piano
- Stycken för fyrhändigt piano.[4]

1. Polacca i B-dur. Tillägnad Gustaf de Schmiterlöv.
2. (Saknas)
3. (Saknas)
4. Stycke i F-dur. Komponerad 13 juli 1829 i Stockholm.
5. Stycke i e-moll.
6. Stycke i B-dur.

- Sex ecossäser för fyrhändigt piano.[4]

1. Ecossäs i G-dur
2. Ecossäs i Eb-dur
3. Ecossäs i G-dur
4. Ecossäs i a-moll
5. Ecossäs i Eb-dur
6. Ecossäs i f-moll